# Hanane Ouhaddou
Hanane Ouhaddou (née le 1er janvier 1982) est une athlète marocaine, spécialiste du fond.

## Carrière
Elle a remporté la médaille d'or sur 5 000 mètres aux Jeux méditerranéens 2009 à Pescara.

## Palmarès
| Date | Compétition             | Lieu     | Résultat | Épreuve     | Temps          |
| ---- | ----------------------- | -------- | -------- | ----------- | -------------- |
| 2007 | Championnats panarabes  | Amman    | 1re      | 5 000 m     | 15 min 49 s 19 |
| 2007 | Championnats panarabes  | Amman    | 1re      | 3 000 m st. | 9 min 53 s 28  |
| 2007 | Jeux panarabes          | Le Caire | 3e       | 5 000 m     | 19 min 14 s 96 |
| 2007 | Jeux panarabes          | Le Caire | 1re      | 3 000 m st. | 10 min 30 s 33 |
| 2009 | Championnats panarabes  | Damas    | 1re      | 3 000 m st. | 9 min 57 s 81  |
| 2009 | Jeux méditerranéens     | Pescara  | 1re      | 5 000 m     | 15 min 12 s 75 |
| 2009 | Jeux de la Francophonie | Beyrouth | 2e       | 5 000 m     | 16 min 27 s 51 |
| 2009 | Jeux de la Francophonie | Beyrouth | 2e       | 3 000 m st. | 10 min 07 s 40 |

## Meilleures performances
- 1 500 m	4:08.01		Rabat	23/05/2009
- 3 000 m	9:04.24		Benidorm	19/04/2006
- 5 000 m	15:49.19		Amman	19/05/2007
- 2 000 m steeple	6:40.98		Alicante	22/04/2006
- 3 000 m steeple	9:25.51		Heusden-Zolder	28/07/2007